# Оскар Нийбе
Оскар Уилям Нийби I (на английски: Oscar William Neebe I) (12 юли 1850 г. – 22 април 1916 г.) е анархист, работнически активист и един от обвиняемите в процеса за атентата в Хеймаркет и един от осемте активисти, запомнени на 1 май, Международния ден на работниците.

## Ранен живот
Той е роден на 12 юли 1850 г. в Ню Йорк в семейството на немски имигранти от френски хугенотски произход от Касел, Германия. Той имаше двама братя, Конрад Нийбе, който се мести в Бостън и Луис Нийбе, който се мести в Чикаго. Семейството се връща в Хесен, за да могат децата да се образоват в Германия. Те се завръщат в Съединените щати през 1864 г. Нийбе работи известно време в производството на златни листа и сребърни листа в Бруклин, но напуска заради здравето си.
През 1866 г. той се премества в Чикаго, където преживява трудности, докато най-накрая не е нает като сервитьор в салон. Салонът е посещаван от работници от близкия жътварски завод „Маккормик“ и именно тук той научава за тежкото положение на работниците и как те са експлоатирани. Научава и за движението за 8-часов работен ден. През 1868 г. той започва работа като готвач на лодките, превозващи желязна руда през Големите езера. Скоро обаче той подава оставка и се връща в Ню Йорк.
Там той става чирак тенекеджия и по-късно работи в производството на бидони за мляко и олио. Той живее в жилищна сграда. През 1871 г. чува първата си реч от член на комунистическата партия.
През 1873 г. Оскар Нийбе се премества във Филаделфия, където се жени за Анна М. Монсес. Те имат три деца. През 1877 г. Оскар премества семейството си обратно в Чикаго. Той работи в производствено предприятие, но е уволнен, защото се осмелява да се застъпи за своите колеги. Същата година се присъединява към комунистическата партия. Нийбе е предимно безработен през следващите две години. През 1881 г. той и брат му Луис откриват бизнес с мая.
По време на посещенията си в пекарни и пивоварни Нийбе се интересува от работническото движение. Той също така става офис мениджър на „Арбайтерцайтунг“, немскоезичен вестник за правата на работниците, редактиран от Август Спайс и Михаел Шваб.

## Бунт и процес на Хеймаркет
Оскар Нийбе не присъства на площад Хеймаркет в деня на срещата и последвалата бомбардировка и заявява, че дори не е знаел, че се е случило, докато не му е казано за това на следващия ден. Когато чува, че Спайс и Шваб са арестувани във връзка с атентата, той поема ръководството на „Арбайтерцайтунг“. Самият той е арестуван само няколко дни по-късно заради връзката си с обвиняемите и „Арбайтерцайтунг“.
По време на процеса доказателствата срещу Нейбе са били особено слаби, както се твърди, че признава дори държавният прокурор.  Доказателствата, представени срещу него, се основават на неговите политически възгледи и че е присъствал на социалистически събрания, бил е свързан с „Арбайтерцайтунг“ и че в дома му са открити пушка, пистолет и червено знаме. Един свидетел твърди, че е бил видян да разпространява известния циркуляр „Отмъщението“. Нейбе настоява, че му е дал само един, който е намерил, и дори не го е прочел сам.
Въпреки това Нейбе е осъден на 15 години затвор. В последното си обръщение към съда той заяви: „Няма доказателства, които да покажат, че съм бил свързан с хвърлянето на бомба, или че съм бил близо до него, или нещо подобно. Така че само съжалявам, ваша чест... тоест ако можеш да го спреш или да му помогнеш-ще те помоля да го направиш-тоест да обесиш и мен; защото смятам, че е по-почтено да умреш внезапно, отколкото да те убият на сантиметри. Имам семейство и деца; и ако знаят, че баща им е мъртъв, ще го погребат. Могат да отидат до гроба и да коленичат до него, но не могат да отидат в затвора и да видят баща си, който е осъден за престъпление, с което той няма нищо общо. Това е всичко, което имам да кажа. Ваша чест, съжалявам, че няма да бъда обесен с останалите мъже.
Докато излежава присъдата си, съпругата му Мета умира през 1887 г. Обещано му е, че може да присъства на погребението ѝ, но вместо това му е позволено да види останките ѝ насаме в дома си. На 26 юни 1893 г. губернаторът на Илинойс Джон Питър Алтгелд помилва Нейбе и двама от неговите съобвиняеми, след като заключава, че те са невинни.

## По-късни години
Нийбе се жени повторно в годината, в която е освободен. Той има още три деца с новата си съпруга Реджина Хеп. Нейбе, която е замесена (и след това изключена от) Социалистическата работническа партия и е активна в профсъюзното движение преди аферата Хеймаркет, се присъединява към синдиката на Индустриалните работници на света скоро след основаването им през 1905 г. Оскар Нийбе е посочен като един от техните основни оратори в Чикаго за Деня на труда през 1906 г. и присъства на конвенцията на профсъюза от 1907 г. Той прекарва последните си години тихо като собственик на салон и умира в Чикаго на 22 април 1916 г. на 65-годишна възраст.
Оскар Нийбе е погребан в Паметник на мъчениците от Хеймаркет в немското гробище „Waldheim“ във Форест Парк, Илинойс.